# Osmos
Osmos é um jogo puzzle desenvolvido pela produtora canadense de jogos Hemisphere Games, disponíveis em diferentes sistemas operacionais, como o Windows, Mac OS X, Linux, iPad, iPhone, iPod Touch e Android. Foi lançado na plataforma Steam em 17 de Agosto de 2009.

## Jogabilidade
O objetivo do jogo é impulsionar você, que é representado no jogo por um organismo unicelular (conhecidas como Mote), no lado contrário que deseja ir, em outros menores para absorvê-los. Colidindo em um maior, você será absorvido, perdendo o jogo. É possível escapar, mas o resultado será a perda de massa e, assim, se tornar menor.
Existem vários sub-modos da Odisséia e do Arcade, tendo um ambiente e desafio diferente. Existem níveis onde você orbita um Mote(Attractor) que simula uma órbita, outras, você está em um mapa denso, com vários Motes. Para poder afastar os Motes maiores, é necessário ejetar sua massa para que os Motes inativos ganhem impulso.
Em Julho de 2012, é lançado o modo de jogo "multiplayer para o jogo no iOS.

## Ligações Externas
Site Oficial